# União das Freguesias de Vila Nova de São Bento e Vale de Vargo
União de Freguesias de Vila Nova de São Bento e Vale de Vargo, kurz Vila Nova de São Bento e Vale de Vargo ist eine Gemeinde (Freguesia) im portugiesischen Landkreis (Concelho) von Serpa, in der Region Alentejo.
Die Gemeinde hat 4.040 Einwohner und eine Fläche von 299,61 km² (Stand nach Zahlen vom 30. Juni 2011).
Sie entstand im Zuge der Gebietsreform in Portugal am 29. September 2013 durch Zusammenschluss der beiden Gemeinden Vila Nova de São Bento und Vale de Vargo. Sitz der neuen Gemeinde wurde Vila Nova de São Bento.